# L'Instant même
L'Instant même, fondée en 1985, est une maison d'édition québécoise dirigée par Geneviève Pigeon.    
L'Instant même est membre de l'Association nationale des éditeurs de livre (ANEL). Initialement spécialisée dans les nouvelles littéraires, elle publie aujourd'hui également des romans, des récits, du théâtre, de la poésie et des essais.   

## Historique
L'Instant même est fondé en mai 1985 par Gilles Pellerin, Marie Taillon, Jean-Paul Beaumier et Denis LeBrun. La plupart des fondateurs sont passionnés de nouvelles, et ont tous une bonne expérience dans le monde de l'édition. Cette expertise combinée a joué un rôle déterminant dans la création de la maison d'édition et a contribué à façonner son identité. Ils ont attendu que vienne le manuscrit qui consoliderait solidement leur entreprise pour enfin publier le 15 mai 1986 Parcours improbables, leur toute première publication. C'est le livre qui donne voix au style de leur maison d'édition, et les prochaines œuvres concorderont avec sa marque nouvellement établie. Le directeur littéraire, Gilles Pellerin, cherche tout de même toujours à trouver des œuvres qui transgresseraient les normes.  La maison d'édition a eu un succès rapide, étant la première qui se concentre exclusivement sur la nouvelle. 
Après avoir publié trente-deux recueils de nouvelles, L'Instant même intègre le roman à leur politique éditoriale. Ils ont également publié des anthologies, à commencer en 1993 avec Nouvelles mexicaines d'aujourd'hui pour rendre hommage aux écrivains du Mexique. S'ensuivirent des anthologies de la francophonie, Porto Rico, le Canada, l’Irlande, la France des XVIIe et XVIIIe siècles, le Chili et la Grèce, et bien sûr, la nouvelle québécoise. Ils ajoutent éventuellement également les essais, le théâtre (collection « L'Instant scène ») et le cinéma (collection « L'Instant ciné ») à leur maison d'édition. 
Pour célébrer ses dix ans, L'Instant même publie Dix ans de nouvelles: Une anthologie québécoise. C'est un livre qui s'étend de 1986 à 1996, incluant 26 auteurs qui offrent une variété de voix et de styles. Avec chaque texte, il y a une description didactique qui se prête bien à l'apprentissage et l'appréciation de nouvelles.
En 2017, L'Instant même change de propriétaire. Geneviève Pigeon succède à Gilles Pellerin et Marie Taillon, qui prennent dès lors le rôle de conseillers. Présente dans l'équipe depuis 2001, cette nouvelle directrice générale a d’abord été responsable des communications puis directrice de la collection Trajectoire (fondée en 2015). Elle entend poursuivre le but premier de L'Instant même : promouvoir la nouvelle et l'exploration littéraire, tout en se diversifiant pour aller chercher des auteurs de la relève. 

## Mission
En 1997 parait Nous aurions un petit genre par Gilles Pellerin, un essai qui souhaite analyser et défendre la forme de la nouvelle dans un monde où elle est perçue comme «trop littéraire» et inadaptée au lecteur ordinaire. Il y est également discuté le souci de la maison d'édition de continuer d'innover la nouvelle en évitant de choisir des manuscrits qui répètent des anciennes formes narratives brèves, cherchant ainsi à s'inscrire dans l'Histoire littéraire en proposant des approches novatrices. L'Instant même a donc la volonté de privilégier l'exploration artistique et la beauté du texte, et ce avant toute considération commerciale. Ils se disent que s'ils ne publiaient pas eux-mêmes certains textes à la lecture plus compliquée, personne d'autre n'allaient le faire, et ce sachant qu'ils auraient peut-être plus de difficulté à faire vendre.

## Principaux prix littéraires obtenus
Prix Alfred-DesRochers
- 1994 : Danielle Dussault, L'Alcool froid[10]

Prix littéraire Desjardins de la nouvelle
- 1995 : Danielle Dussault, L'Alcool froid[11]

Prix du Gouverneur général
- 2001 : Andrée A. Michaud, Le Ravissement[12]

Prix littéraire des collégiens (Sherbrooke)
- 2002 : Andrée A. Michaud, Le ravissement

Prix littéraire du Salon international du livre de Québec
Catégorie littérature adulte 
- 2004 : Hans-Jürgen Greif, Orfeo

Prix littéraire de la Ville de Québec et du Salon international du livre de Québec
- 2013 : François Blais, Document 1

Prix des Horizons imaginaires
- 2018 : François Blais, Les Rivières suivi de Les montagnes[13]

Prix Marcel-Dubé de l'Académie des lettres du Québec
- 2018 : Steve Gagnon, Os[14]

## Quelques titres au catalogue
- La vallée de l'étrange, de J. D. Kurtness
- Document 1, de François Blais
- L'oeil de verre, de Sylvie Massicotte
- Le sanatorium des écrivains, de Suzanne Myre
- Trompeuses, comme toujours, de Jean-Paul Beaumier
- Parcours improbables, de Betrand Bergeron
- Nous aurions un petit genre, de Gilles Pellerin
- La Déconvenue, de Louise Cotnoir
- Ni sols ni ciels, de Pascale Quiviger
- La classe de madame Valérie, de François Blais
- Je jette mes ongles par la fenêtre, de Nathalie Jean